# Nikola Milošević
Nikola Milošević (7 de abril de 2001) é um jogador de polo aquático croata. Atualmente joga para a seleção junior do clube VK Primorje.